# Phyllorhiza peronlesueuri
Phyllorhiza peronlesueuri är en manetart som beskrevs av Doris Alma Goy 1990. Phyllorhiza peronlesueuri ingår i släktet Phyllorhiza och familjen Mastigiidae. Inga underarter finns listade i Catalogue of Life.